# Isotachis lyallii
Isotachis lyallii är en bladmossart som beskrevs av William Mitten. Isotachis lyallii ingår i släktet Isotachis och familjen Balantiopsidaceae. Inga underarter finns listade i Catalogue of Life.